# Caïssa (Amsterdam)
Schaakvereniging Caïssa is een schaakvereniging in Amsterdam, anno 2025 een van de grootste van Nederland. De club heeft in het verleden enkele jaren meegespeeld in de Meesterklasse, het hoogste schaakniveau van Nederland. Tegenwoordig is Caïssa actief in de Eerste Klasse. 

## Geschiedenis
Caïssa is op 1 mei 1951 opgericht uit een fusie van de Christelijke Schaakclub Amsterdam-Zuid en Schaakclub De Vondelbrug. De vereniging is genoemd naar Caïssa, de godin van het schaakspel en muze van de schaakspelers. Caïssa had aanvankelijk een christelijke grondslag.
De club speelde aanvankelijk onder de auspiciën van de Amsterdamse Schaakbond. Bij de scheuring van deze bond in 1955 sloot Caïssa zich aan bij de Hoofdstedelijke Schaakbond. In 1969 ging deze bond op in de Schaakbond Groot-Amsterdam. 
Vanaf de oprichting was het Oranjehuis aan de Van Ostadestraat de speellocatie. Toen het Oranjehuis een andere bestemming kreeg, is Caïssa in december 2006 uitgeweken naar Het Afrikahuis. Dit was echter van korte duur, want in de zomer van 2007 verhuisde Caïssa opnieuw, nu naar de locatie Huize Lydia aan het Roelof Hartplein, de locatie waar zij anno 2024 nog steeds speelt. 
Omdat in 2008 de grootste ledenwinst werd behaald van alle Nederlandse schaakverenigingen heeft Caïssa de KNSB-verenigingsprijs gewonnen.
In 2009 besloot schaakvereniging Max Euwe Amsterdam zichzelf op te heffen. Vrijwel alle leden van Euwe meldden zich collectief aan bij Caïssa, waarmee de vereniging in een klap de grootste schaakvereniging van Nederland werd: het had op dat moment 198 leden. De groei zette zich sindsdien voort, waardoor Caïssa anno 2023 met ruim meer dan 200 leden nog altijd een van de grootste schaakverenigingen van Nederland is.

## Competitie en toernooien
Caïssa speelt mee in diverse competities die worden georganiseerd door de KNSB en de SGA. In het seizoen 1982/83 werd Caïssa kampioen van de promotieklasse van de SGA-competitie. In de wedstrijden om promotie- en degradatie ging het echter mis, waardoor de club op regionaal niveau bleef spelen. In het seizoen 1985/86 mocht Caïssa haar landelijke debuut maken toen de KNSB-competitie werd uitgebreid met de Derde Klasse en een groot aantal clubs kon instromen.
Over de jaren heen klom Caïssa gaandeweg naar boven. De club debuteerde in het seizoen 2010/11 in de Meesterklasse, waarin het eindigde op de laatste plaats en weer degradeerde. Het duurde tot het seizoen 2019/20 tot Caïssa weer op het hoogste niveau kon terugkeren. Ditmaal duurde het verblijf iets langer, alhoewel dat niets te maken met de sportieve prestaties van het team, maar met de coronapandemie waardoor de competitie halverwege het seizoen gestaakt werd. Caïssa stond op de laatste plek, maar de KNSB besloot om geen teams te laten degraderen. De competitie van het seizoen 2020/21 werd eveneens door de KNSB afgelast.
In het seizoen 2021/22 kon weer een volledige competitie gespeeld worden. Toen degradeerde het team weer naar de Eerste Klasse. In dat seizoen speelden onder andere Hans Ree, Dimitri Reinderman, Albert Blees, Michael Wunnink, Arno Bezemer partijen voor het eerste team.

### Eijgenbroodtoernooi
Tot 2019 organiseerde Caïssa jaarlijks het Eijgenbroodtoernooi. In totaal zijn er 33 edities van dit toernooi georganiseerd. De laatste editie van dit toernooi werd gewonnen door het viertal Hing Ting Lai, Boraso Alessio, Tobias Kabos en Sybolt Strating.
In 2024 ging Caïssa een samenwerking aan met het Amsterdam Chess Open, een grootschalig weekendschaaktoernooi in Amsterdam.

### Overzicht seizoenen Caïssa 1 in de KNSB-competitie
| Seizoen | Klasse          | Plaats | MP | BP  | P/D      |
| ------- | --------------- | ------ | -- | --- | -------- |
| 1986/87 | Derde Klasse C  | 7e     | 8  | 35  | Stabiel  |
| 1987/88 | Derde Klasse D  | 2e     | 12 | 38  | Stabiel  |
| 1988/89 | Derde Klasse D  | 4e     | 10 | 38½ | Stabiel  |
| 1989/90 | Derde Klasse D  | 1e     | 16 | 48  | Gestegen |
| 1990/91 | Tweede Klasse B | 3e     | 13 | 39½ | Stabiel  |
| 1991/92 | Tweede Klasse B | 3e     | 14 | 47  | Stabiel  |
| 1992/93 | Tweede Klasse A | 1e     | 17 | 47½ | Gestegen |
| 1993/94 | Eerste Klasse A | 3e     | 12 | 49  | Stabiel  |
| 1994/95 | Eerste Klasse B | 5e     | 10 | 49  | Stabiel  |
| 1995/96 | Eerste Klasse B | 9e     | 5  | 40½ | Gedaald  |
| 1996/97 | Tweede Klasse A | 2e     | 12 | 39½ | Stabiel  |
| 1997/98 | Tweede Klasse A | 2e     | 14 | 45  | Gestegen |
| 1998/99 | Eerste Klasse A | 8e     | 6  | 31½ | Stabiel  |
| 1999/00 | Eerste Klasse A | 6e     | 8  | 39½ | Stabiel  |
| 2000/01 | Eerste Klasse A | 6e     | 7  | 42  | Stabiel  |
| 2001/02 | Eerste Klasse A | 10e    | 3  | 35  | Gedaald  |
| 2002/03 | Tweede Klasse B | 3e     | 11 | 40½ | Stabiel  |
| 2003/04 | Tweede Klasse B | 3e     | 13 | 42  | Stabiel  |
| 2004/05 | Tweede Klasse B | 1e     | 17 | 48  | Gestegen |

| Seizoen | Klasse                                | Plaats                                | MP                                    | BP                                    | P/D      |
| ------- | ------------------------------------- | ------------------------------------- | ------------------------------------- | ------------------------------------- | -------- |
| 2005/06 | Eerste Klasse A                       | 9e                                    | 6                                     | 38½                                   | Gedaald  |
| 2006/07 | Tweede Klasse B                       | 2e                                    | 14                                    | 45                                    | Gestegen |
| 2007/08 | Eerste Klasse B                       | 7e                                    | 8                                     | 43                                    | Stabiel  |
| 2008/09 | Eerste Klasse A                       | 3e                                    | 11                                    | 52½                                   | Stabiel  |
| 2009/10 | Eerste Klasse A                       | 1e                                    | 13                                    | 52½                                   | Gestegen |
| 2010/11 | Meesterklasse                         | 10e                                   | 6                                     | 35                                    | Gedaald  |
| 2011/12 | Eerste Klasse B                       | 5e                                    | 10                                    | 46                                    | Stabiel  |
| 2012/13 | Eerste Klasse B                       | 6e                                    | 8                                     | 44½                                   | Stabiel  |
| 2013/14 | Eerste Klasse B                       | 7e                                    | 7                                     | 44½                                   | Stabiel  |
| 2014/15 | Eerste Klasse B                       | 8e                                    | 6                                     | 39                                    | Stabiel  |
| 2015/16 | Eerste Klasse B                       | 4e                                    | 9                                     | 46½                                   | Stabiel  |
| 2016/17 | Eerste Klasse A                       | 3e                                    | 10                                    | 47½                                   | Stabiel  |
| 2017/18 | Eerste Klasse A                       | 4e                                    | 10                                    | 43½                                   | Stabiel  |
| 2018/19 | Eerste Klasse B                       | 1e                                    | 14                                    | 55                                    | Gestegen |
| 2019/22 | Meesterklasse                         | 10e                                   | 0                                     | 21½                                   | Stabiel  |
| 2020/21 | Geen competitie i.v.m. coronapandemie | Geen competitie i.v.m. coronapandemie | Geen competitie i.v.m. coronapandemie | Geen competitie i.v.m. coronapandemie |          |
| 2021/22 | Meesterklasse                         | 10e                                   | -2                                    | 23                                    | Gedaald  |
| 2022-23 | Eerste Klasse A                       | 4e                                    | 11                                    | 46½                                   | Stabiel  |
| 2023-24 | Eerste Klasse A                       | 8e                                    | 8                                     | 39                                    | Stabiel  |
| 2024-25 | Eerste Klasse A                       |                                       |                                       |                                       |          |

## Erelijst
Dit overzicht is mogelijk incompleet; u kunt helpen door het uit te breiden.
| Competitie                  | Aantal | Jaren                                       |
| --------------------------- | ------ | ------------------------------------------- |
| Eerste Klasse (KNSB)        | 2x     | 2009/10, 2018/19                            |
| Tweede Klasse (KNSB)        |        | 1992/93, 2004/05, 2006/07                   |
| Promotie-/Hoofdklasse (SGA) | 2x     | 1990/91, 1993/94, 2001/02, 2014/15, 2018/19 |
| SGA-cup                     | 2x     | 1991/92, 1992/93, 2000/01, 2021/22          |

## Bekende (ex-)leden
- Arno Bezemer
- Albert Blees
- Olaf Ephraim
- Peter Doggers
- Dick Dolman
- Roel van Duijn
- Johan van Hulst
- Aran Köhler
- David Leviathan
- Jasel Lopez
- Niek Narings
- Gonny van Oudenallen
- Hans Ree
- Dimitri Reinderman
- Joost van Steenis
- Paul van der Sterren
- Fred Teeven[8]
- Henk Verkuyl
- Henk-Jan Visser
- Enrico Vroombout
- Karel van der Weide
- Eelke Wiersma
- Michael Wunnink